# Moulton (Texas)
Moulton ist eine Stadt im Lavaca County im US-Bundesstaat Texas in den Vereinigten Staaten. Das U.S. Census Bureau hat bei der Volkszählung 2020 eine Einwohnerzahl von 854 ermittelt.

## Geografie
Die Stadt liegt an der Zusammenführung des Highways 95 mit den Farm Roads 532 und 1680, an der Southern Pacific Railroad im mittleren Südosten von Texas und hat eine Gesamtfläche von 2,1 km² ohne nennenswerte Wasserfläche.

## Demografische Daten
Nach der Volkszählung im Jahr 2000 lebten hier 944 Menschen in 383 Haushalten und 243 Familien. Die Bevölkerungsdichte betrug 444,5 Einwohner pro km². Ethnisch betrachtet setzte sich die Bevölkerung zusammen aus 95,87 % weißer Bevölkerung, 0,74 % Afroamerikanern, 0,00 % amerikanischen Ureinwohnern, 0,11 % Asiaten, 0,00 % Bewohnern aus dem pazifischen Inselraum und 2,33 % aus anderen ethnischen Gruppen. Etwa 0,95 % waren gemischter Abstammung und 13,14 % der Bevölkerung waren spanischer oder lateinamerikanischer Abstammung.
Von den 383 Haushalten hatten 30,0 % Kinder unter 18 Jahre, die im Haushalt lebten. 52,5 % davon waren verheiratete, zusammenlebende Paare. 9,1 % waren allein erziehende Mütter und 36,3 % waren keine Familien. 32,9 % aller Haushalte waren Singlehaushalte und in 24,0 % lebten Menschen, die 65 Jahre oder älter waren. Die Durchschnittshaushaltsgröße betrug 2,31 und die durchschnittliche Größe einer Familie belief sich auf 2,97 Personen.
23,3 % der Bevölkerung waren unter 18 Jahre alt, 6,8 % von 18 bis 24, 22,5 % von 25 bis 44, 19,8 % von 45 bis 64, und 27,6 % die 65 Jahre oder älter waren. Das Durchschnittsalter war 43 Jahre. Auf 100 weibliche Personen aller Altersgruppen kamen 89,9 männliche Personen. Auf 100 Frauen im Alter von 18 Jahren und darüber kamen 79,2 Männer.
Das jährliche Durchschnittseinkommen eines Haushalts betrug 27.865 USD, das Durchschnittseinkommen einer Familie 34.688 USD. Männer hatten ein Durchschnittseinkommen von 23.125 USD gegenüber den Frauen mit 18.971 USD. Das Prokopfeinkommen betrug 16.284 USD. 13,8 % der Bevölkerung und 7,7 % der Familien lebten unterhalb der Armutsgrenze. Davon waren 14,0 % Kinder und Jugendliche unter 18 Jahren und 20,9 % waren 65 oder älter.

## Söhne und Töchter der Stadt
- Adolph Hofner, Country-Musiker